# عربی یهودی بغداد
عربی یهودی بغداد (به عربی: عربیة یهودیة بغدادیة، به خط عبری:עַרָבִּיָּה יְהוּדִיַּה בַּגדָאדִיַּה) یکی از گویش‌های عربی است که یهودیان بغداد و سایر شهرهای جنوب عراق بدان سخن می‌گویند. این گویش با گویش یهودیان شمال عراق همچون موصل و عانة متفاوت است. گویش‌های بغدادی و شمالی زیرشاخهٔ گویش عربی یهودی-عراقی هستند. همچون بیشتر یهود-عرب‌ها، اگر هم گویشورانی از این گویش در عراق باقی مانده باشند، شمار آن‌ها بسیار کم است زیرا بیشتر آن‌ها به اسرائیل و ایالات متحده آمریکا مهاجرت کرده‌اند.